# Hagaberg, Värmdö
Hagaberg är ett bostadsområde i Gustavsberg, Värmdö kommun, 23 km från centrala Stockholm. Den nuvarande bebyggelsen uppfördes huvudsakligen 1993-2006 av JM. År 2000 räknades det som en egen tätort i SCB:s statistik, men senare bebyggelse mellan Hagaberg och Hemmesta gjorde att området 2005 räknades som en del av Hemmesta.. Hemmesta uppgick i sin tur senare i Gustavsberg.